# Цинкоплавильний завод у Гобарті

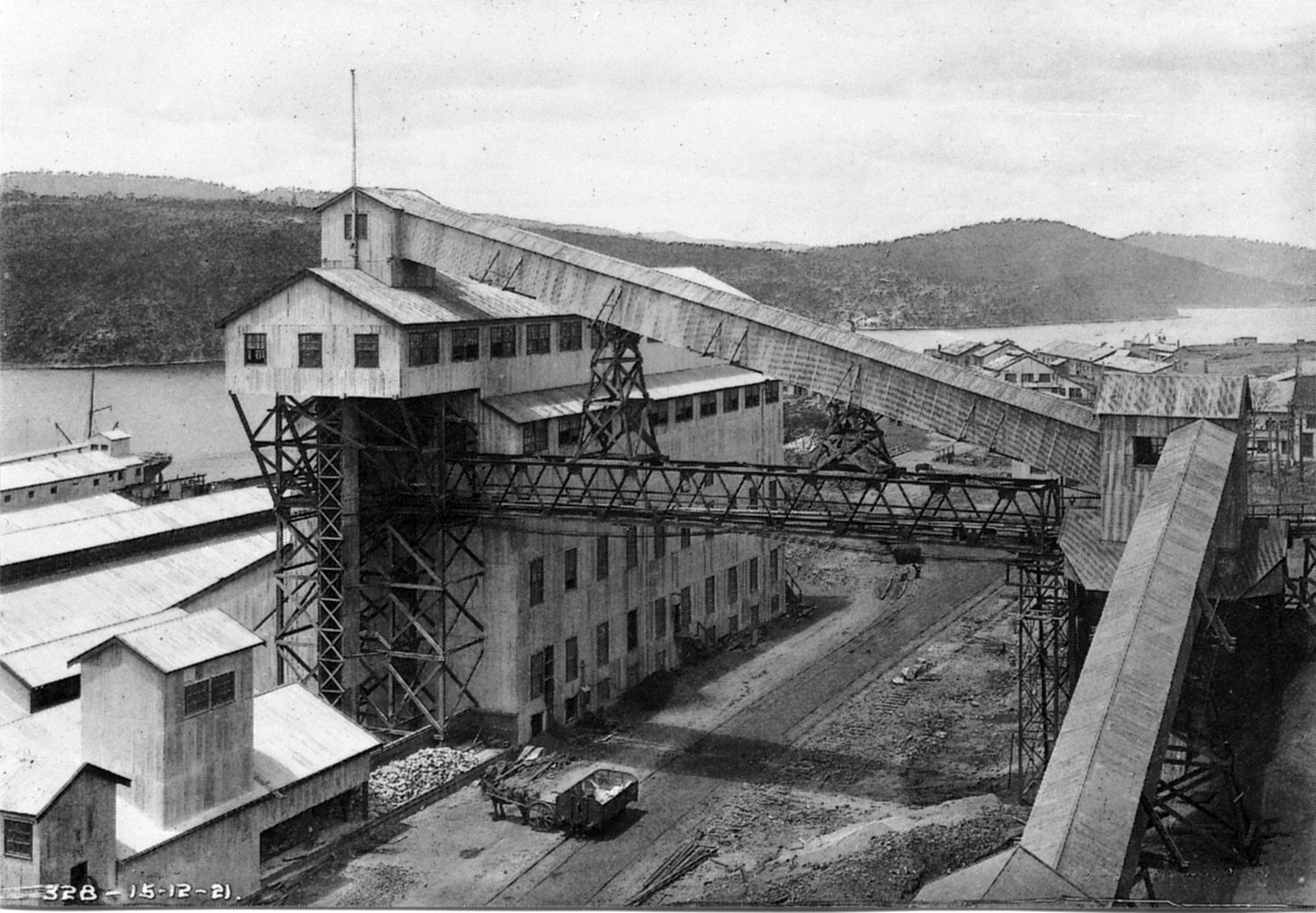
Споруди заводу, 1919 рік

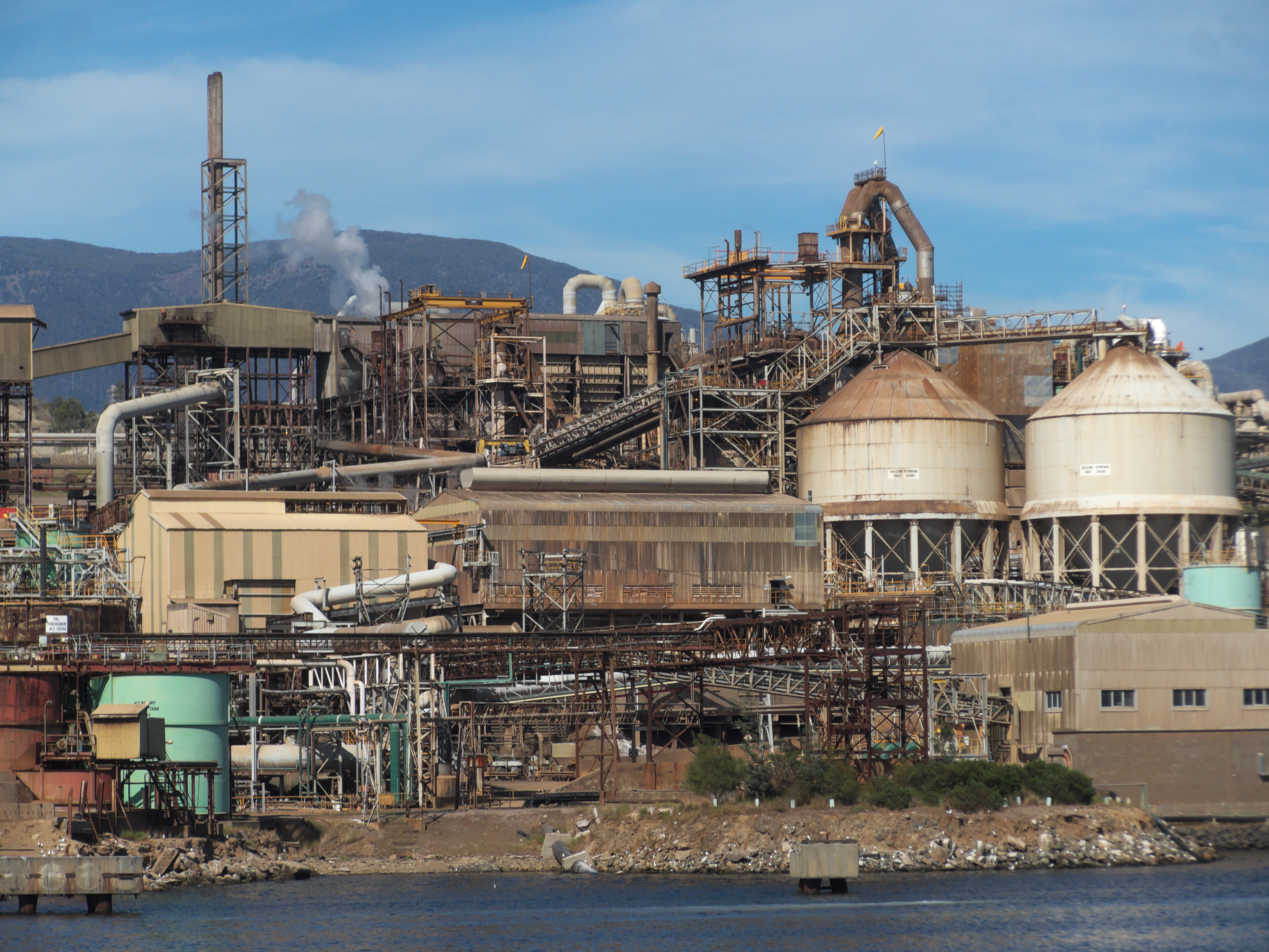
Знімок заводу, 2017

Цинкоплавильний завод у Гобарті – виробничий майданчик на південному сході Австралії, на острові Тасманія.
В 1916-му консорціум компаній, що працювали на рудниках Брокен-Гілл (штат Південна Австралія), створив компанію Electrolytic Zinc Company of Australasia, яка того ж року запустила у Гобарті в районі Рісдон (Risdon) невеликий цинкоплавильний завод. Втім, він швидко розширювався і на початку 1920-х став на якийсь час найбільшим в світі. Станом на початок XXI століття майданчик у Гобаріт залишається одним з провідних світових виробників, так, в 2003-му він випустив понад 250 тисяч тонн цинку.
Завод отримував концентрат з зазначених вище рудників Брокен-Гілл до 2007 року. Крім того, з 1924-го він почав отримувати сировину тасманійських копалень –  спершу мова йшла про рудник Геркулес, а з 1936-го ввели в дію збагачувальну фабрику Роузбері, яка працювала з продукцією не лише рудника Роузбері, а й з рудою Геркулесу. При цьому до 1948-го цинковий концентрат міг проходити первісний випал (кальцинування) на майданчику в Зіхані. Також відомо, що Electrolytic Zinc отримувала випалений концентрат з заводу у Кокл-Крік в Новому Південному Уельсі (який займався такою діяльністю з 1923 по 1952 роки). 
В другій половині XX століття до постачання сировини долучились рудники Маунт-Айза (з 1971 по 1987 роки), Елура (1983 – 2006), Геллієр (1989 – 2001), Сенчері (з 2001). В 2003-му 29% концентрату постачили з Роузбері і ще 10% з Сенчурі, при цьому планувалось, що з 2007-го на Сенчері припадатиме вже біля 70% поставок.
З 1923-го майданчик продукував кадмій, а в 1927-му узялись за вилучення кобальту. Також серед супутніх продуктів рахуються сульфат міді, концентрат сульфату свинцю та paragoethite. Останній має складну композицію та, зокрема, містить оксид заліза та, у випадку Гобарта, біля 17% цинку. Станом на середину 2000-х завод у Гобарті щорічно випускав біля 110 тисяч тонн paragoethite, який відправляли для подальшої переробки на металургійний комплекс в Порт-Пірі. Втім, оскільки концентрат з рудника Сенчурі має низький вміст заліза, продукування paragoethite мало значно скоротитись.
Переробка сульфідної руди призводить до викиду великих обсягів шкідливого діоксиду сірки, які вже з 1917-го використовували для продукування сульфатної кислоти. У 1948 – 1958 ввели в дію три лінії, що виробляли зазначену кислоту контактним методом та мали сукупну потужність 170 тисяч тонн на рік, а в після запуску в 1966-му четвертої лінії цей показник досягнув 300 тисяч тонн. В 1981-му запустили лінію №6, що дозволило вивести з експлуатації лінії №1 та №2, а у 1992-му стала до ладу лінія №5 добовою продуктивністю 571 тонна. Станом на середину 2000-х майданчик міг випускати 420 тисяч тонн кислоти на рік. Що стосується її використання, то в 1924-му запустили власне виробництво добрив, яке діяло у складі плавильного заводу сім десятиліть, допоки не було відокремлене від нього. Крім того, у різні часи завод у Гобарті постачав сульфатну кислоту суперфосфатним заводам у Торренсвіллі, Порт-Лінкольні, Портленді, Джилонзі. Ще одним споживачем став завод діоксиду титану в Берні, який працював з 1948 по 1996 роки. З середини 1970-х доставку сульфатної кислоти до цього тасманійського підприємства здійснюювали як залізницею, так і хімовозом "Zincmaster", а з 1995-го вивіз кислоти до Портленду та Джилонгу забезпечував хімовоз "Iron Sturt".

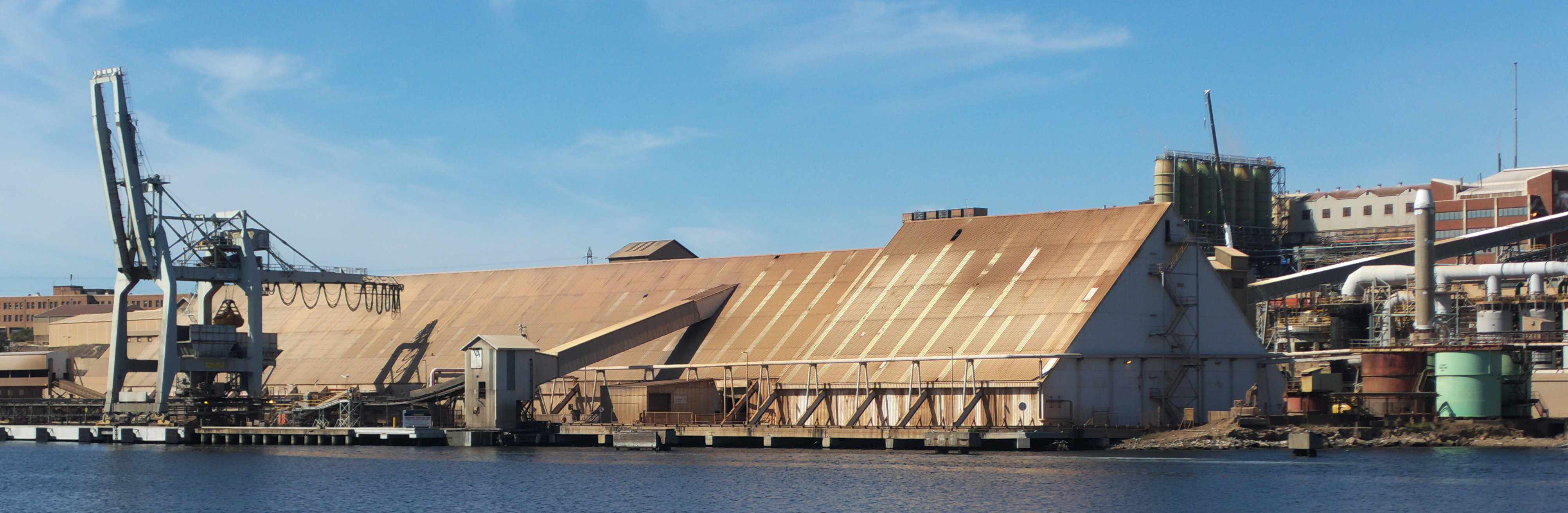
Знімок заводу, 2017

Робота заводу потребує значного обсягу флюсів. Відомо, що в 1980-х роках біля 50 тисяч тонн вапняку на рік постачала копальня Іда-Бей (до того працювала на завод карбіду кальцію у Електроні), проте в 1991-му її закрили.
Що стосується власника майданчику, то з 1956-го ним виступала EZ Industries, яка в 1984-му була поглинена North Broken Hill Peko. Вже у 1988-му остання об’єднала з Conzinc RioTinto Australia (CRA) цинкові активи зі сторенням компанії Pasminco (також була власником зазначеної вище копальні Сенчері), яка наступного десятиліття потрапила у скрутне фінансове становище (що, зокрема, й привело до продажу суперфосфатного виробництва). В 2004-му на основі Pasminco створили Zinifex, а вже у 2007-му шляхом об’єднання плавильних заводів Zinifex та бельгійської Umicore виникла компанія Nyrstar.